# Hệ sinh thái hồ

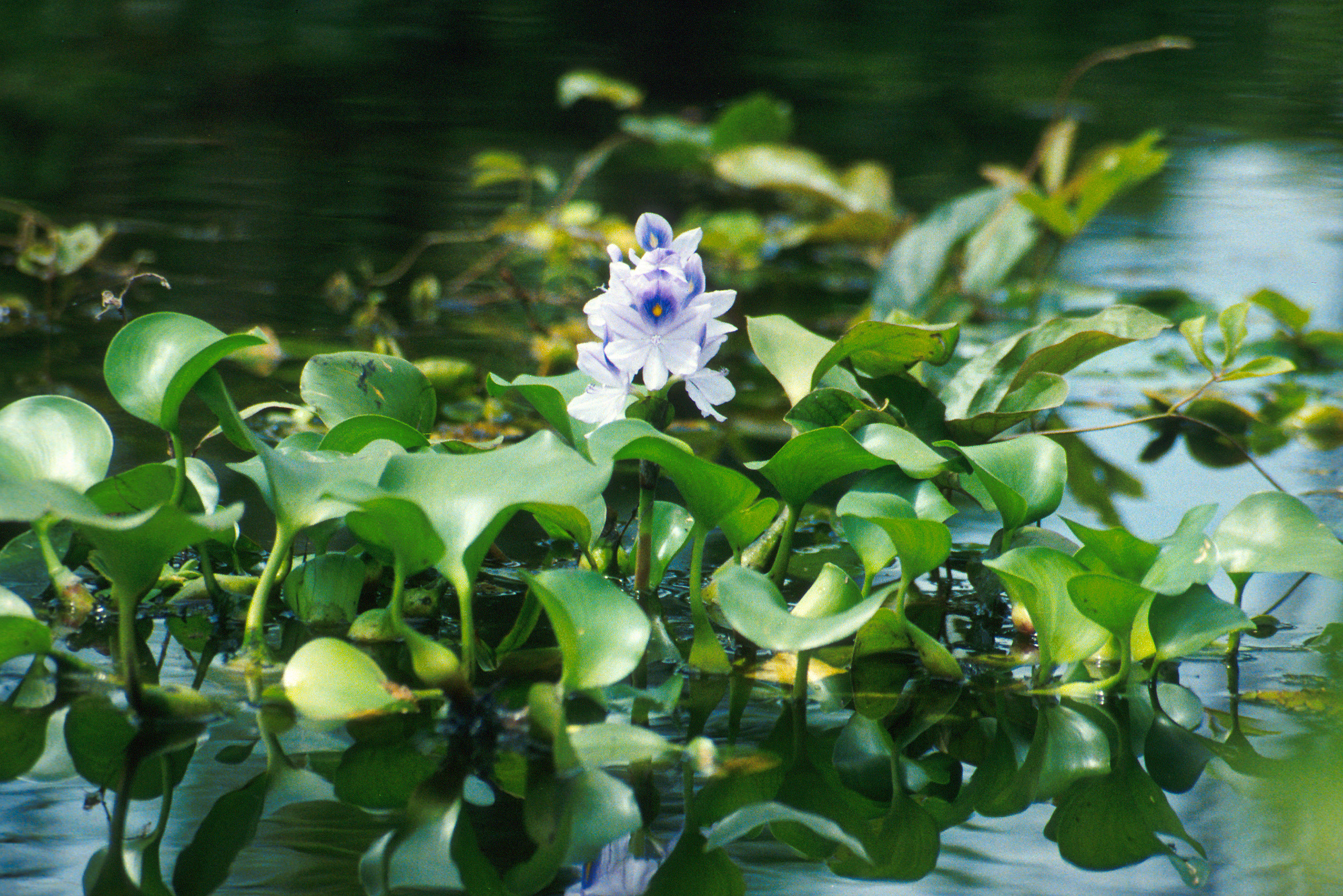
Bèo thường sinh trưởng mạnh ở các hồ nước tĩnh

Hệ sinh thái ao hồ bao gồm các thành phần sinh học sống trong ao, hồ như thực vật, động vật và vi sinh vật cũng như các thành phần không sự sống như sự tương tác vật lý và hóa học.
Hệ sinh thái hồ là ví dụ điển hình của hệ sinh thái lentic. Từ Lentic gốc từ tiếng Hy Lạp là từ lentus, có nghĩa là nước. Hệ sinh thái hồ rất đa dạng và phong phú, từ các thực thể nước nhỏ đến các hồ nước sâu rộng lớn, chẳng hạn như hồ Baikal.